# Авлерки

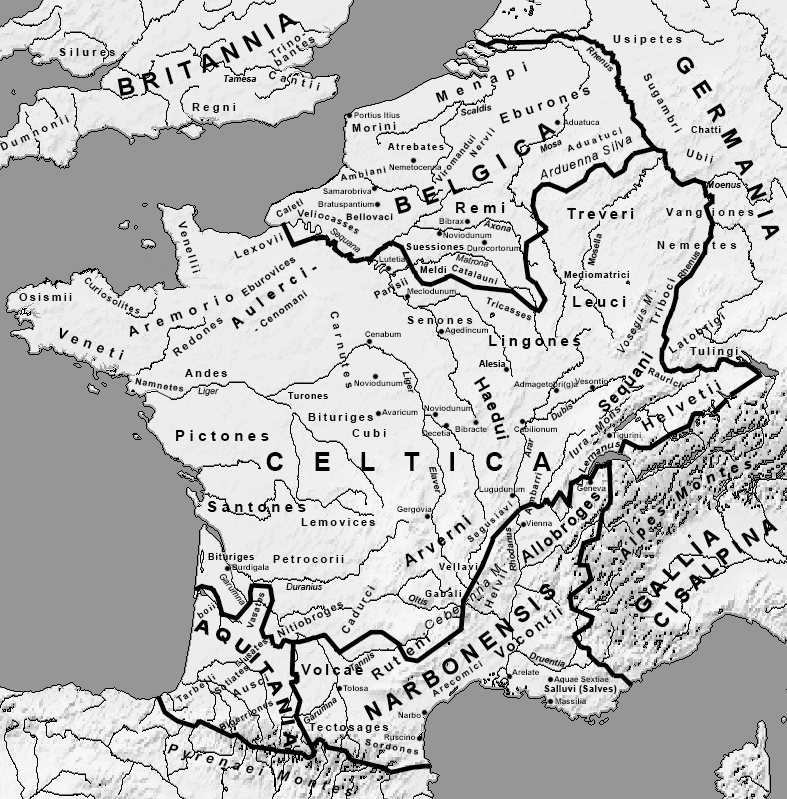
Авлерки серед племен Галлії у І ст. до н. е.

Авлерки, також Аулерки (лат. Aulerci) — кельтська народність античної Галлії.
Авлерки мешкали у північно-західній Галлії, між нижньою течією Луари та Сени.  Цезар згадує їх серед народів, що живуть на узбережжі і займаються мореплавством. Лівій вказує їх в переліку гальських племен, з котрих Белловез набирав людей для походу через Альпи. До народу авлерків Цезар також відносить Камулогена, захисника Лютеції у 52 році до н. е..
Назва "авлерки" в античних авторів поширюється на декілька племен:
- Кеномани (Cenomani) — які здебільшого переселились за Альпи в Італію. Початково жили в околицях сучасного Ле-Ману;

- Ебуровіки (Eburovices) — що мешкали в районі сучасного Евре, північніше карнутів. Місто на той час у римських авторів фігурує під назвою Mediolanum Aulercorum;

- Діаблінти (Diablintes або Diablinti) — що жили на території сучасного Маєнну, їх головним містом Птолемей називає Noeodunum (сучасний Жублен);

- Бранновіки (Brannovici) — фігурують лише у Цезаря в переліку клієнтів Едуїв. Ймовірно жили в околицях сучасного Макону.